# Vandrimare
Vandrimare est une commune française située dans le département de l'Eure, en région Normandie.

## Géographie

### Localisation
| Renneville | Perriers-sur-Andelle | Perriers-sur-Andelle |
| Renneville | Vandrimare           | Charleval            |
| Radepont   | Fleury-sur-Andelle   |                      |

### Hydrographie
La commune est située dans le bassin Seine-Normandie. Elle n'est drainée par aucun cours d'eau,.

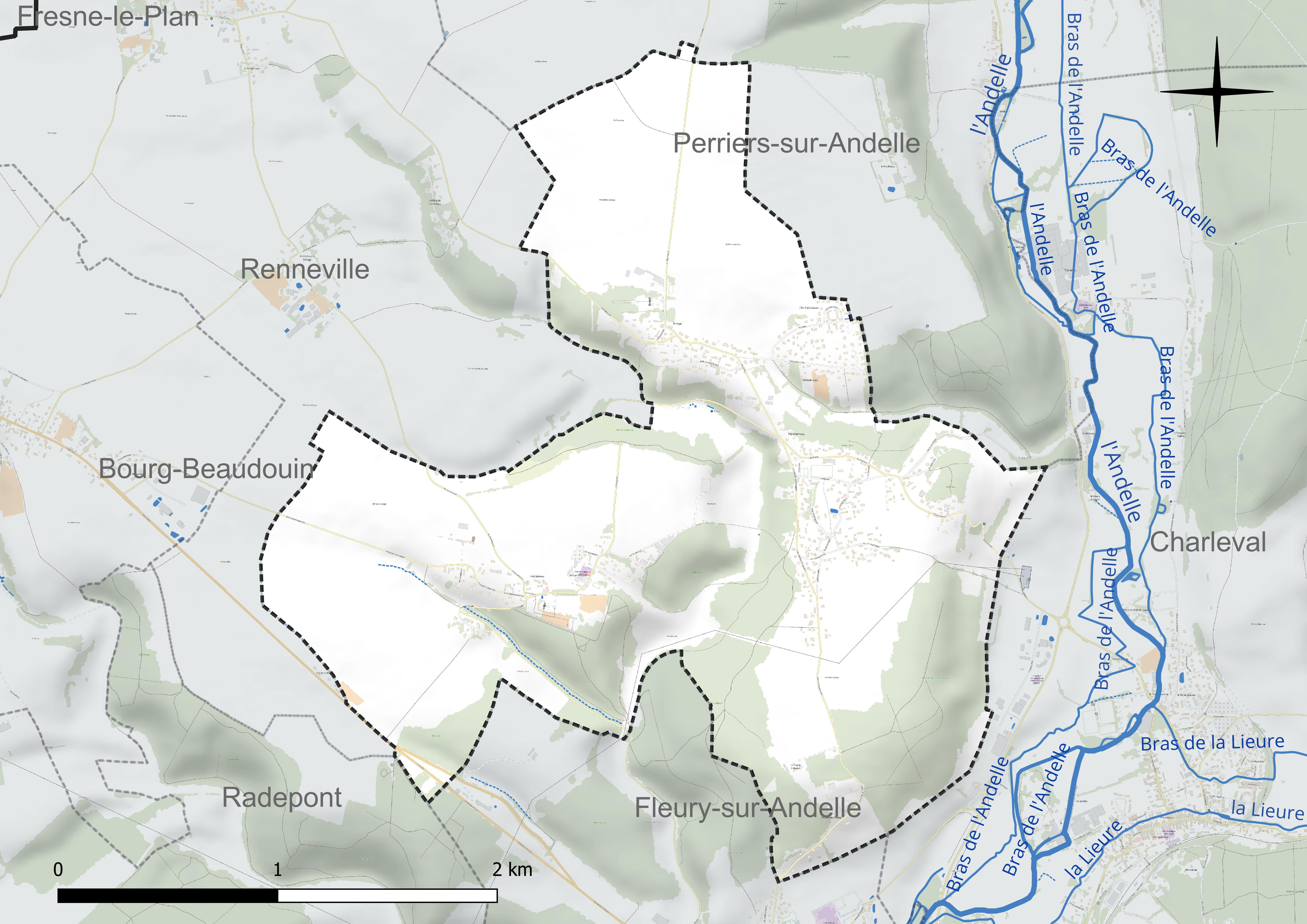
Réseau hydrographique de Vandrimare.

### Climat
Pour des articles plus généraux, voir Climat de la Normandie et Climat de l'Eure.
En 2010, le climat de la commune est de type climat océanique dégradé des plaines du Centre et du Nord, selon une étude du CNRS s'appuyant sur une série de données couvrant la période 1971-2000. En 2020, Météo-France publie une typologie des climats de la France métropolitaine dans laquelle la commune est exposée à un climat océanique et est dans la région climatique  Côtes de la Manche orientale, caractérisée par un faible ensoleillement (1 550 h/an) ; forte humidité de l’air (plus de 20 h/jour avec humidité relative > 80 % en hiver), vents forts fréquents. Parallèlement le GIEC normand, un groupe régional d’experts sur le climat, différencie quant à lui, dans une étude de 2020, trois grands types de climats pour la région Normandie, nuancés à une échelle plus fine par les facteurs géographiques locaux. La commune est, selon ce zonage, exposée à un « climat des plateaux abrités », correspondant aux plaines agricoles de l’Eure, avec une pluviométrie beaucoup plus faible que dans la plaine de Caen en raison du double effet d’abri provoqué par les collines du Bocage normand et par celles qui s’étendent sur un axe du Pays d'Auge au Perche.
Pour la période 1971-2000, la température annuelle moyenne est de 10,5 °C, avec  une amplitude thermique annuelle de 13,8 °C. Le cumul annuel moyen de précipitations est de 805 mm, avec 12,6 jours de précipitations en janvier et 8,3 jours en juillet. Pour la période 1991-2020, la température moyenne annuelle observée sur la station météorologique la plus proche, située sur la commune de Boos à 10 km à vol d'oiseau, est de 10,9 °C et le cumul annuel moyen de précipitations est de 847,5 mm,. Pour l'avenir, les paramètres climatiques de la commune estimés pour 2050 selon différents scénarios d’émission de gaz à effet de serre sont consultables sur un site dédié publié par Météo-France en novembre 2022.

## Urbanisme

### Typologie
Au 1er janvier 2024, Vandrimare est catégorisée commune rurale à habitat dispersé, selon la nouvelle grille communale de densité à 7 niveaux définie par l'Insee en 2022.
Elle est située hors unité urbaine. Par ailleurs la commune fait partie de l'aire d'attraction de Rouen, dont elle est une commune de la couronne,. Cette aire, qui regroupe 317 communes, est catégorisée dans les aires de 200 000 à moins de 700 000 habitants,.

### Occupation des sols
L'occupation des sols de la commune, telle qu'elle ressort de la base de données européenne d’occupation biophysique des sols Corine Land Cover (CLC), est marquée par l'importance des territoires agricoles (64,5 % en 2018), en diminution par rapport à 1990 (66,6 %). La répartition détaillée en 2018 est la suivante : 
terres arables (49,5 %), forêts (24,3 %), zones urbanisées (11,2 %), zones agricoles hétérogènes (10,6 %), prairies (4,4 %). L'évolution de l’occupation des sols de la commune et de ses infrastructures peut être observée sur les différentes représentations cartographiques du territoire : la carte de Cassini (XVIIIe siècle), la carte d'état-major (1820-1866) et les cartes ou photos aériennes de l'IGN pour la période actuelle (1950 à aujourd'hui).

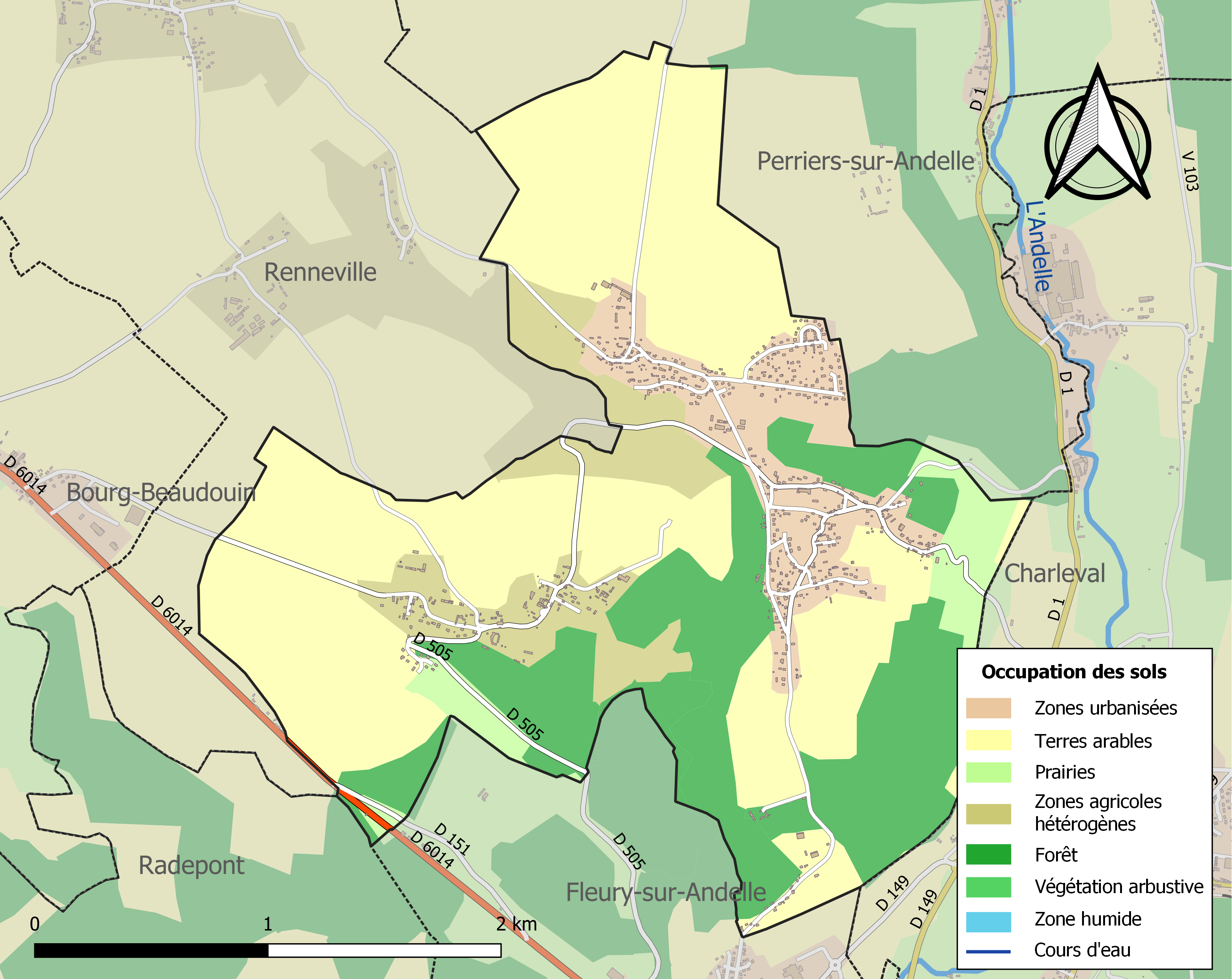
Carte des infrastructures et de l'occupation des sols de la commune en 2018 (CLC).

## Toponymie
Le nom de la localité est attesté sous les formes Vendrimara vers 1210 ; Vendrimare en 1225 (Revue internationale d'onomastique - Éditions d'Artrey, 1961 - Volume 13 - Page 112) ; Wandrimara vers 1240 ; Vandrimara en 1251 (cartulaire de Saint-Amand) ; Vaudrimare en 1754 (Dictionnaire des postes) ; Vaudrimard en 1805 (Masson Saint-Amand).
L'élément -mare représente l'appellatif toponymique et nom propre mare « mare, étang », terme normand à l'origine passé en français.
Vandri- peut représenter le nom de personne germanique continental Wandericus, autrement Wandric.

## Histoire
- Au XIIIe siècle, Baudoin est le seigneur de la paroisse de Vandrimare. En 1309, Robert de Cressy, sieur de Vandrimare, vendit à Jacques Le Tourneur son fief de Vandrimare. Guillaume, puis son fils Étienne de La Roche, furent sieurs de Vandrimare. Philippe de la Farge était en 1629 propriétaire de la seigneurie de Vandrimare, qui passa, en 1645, à la famille Le Diacre. Jean-Jacques d'Houdemare, conseiller en la cour des Aides en 1701[19], fut seigneur de Vandrimare aux droits de Magdelaine Le Diacre, fille unique et héritière de Laurent le Diacre, sieur de Vandrimare. La famille d'Houdemare posséda ensuite la seigneurie de Vandrimare depuis 1680 jusqu'à la Révolution de 1789.
- Le Fayel est issu du démembrement de Perriers. Dès le XVIIe siècle, la famille Henriquez tenait le fief du Fayel, qu'elle conserva jusqu'en 1789.
- La paroisse des Gournets a été érigée en fief en 1596, sous le nom de Charlemont, et se trouve alors sous la haute justice de Charleval, appartenant à Jean-Maximilien de Limoges, sieur de Noyon. En 1777, la famille d'Houdemare, seigneur de Vandrimare, achète le fief de Charlemont.
- Le 8 mars 1846, Vandrimare absorbe Le Fayel et Gournets. Vandrimare a donné son nom à la nouvelle commune bien que ce fût la moins peuplée des trois communes.

## Politique et administration
| Période                                  | Période      | Identité                | Étiquette | Qualité |
| ---------------------------------------- | ------------ | ----------------------- | --------- | --- |
| 1850                                     | 1855         | Pierre Paulin Mélissent |           | |
| 1855                                     | 1864         | Philippe Jouen          |           | |
| 1864                                     | 1871         | Ferdinand Vallet        |           | |
| 1871                                     | 1876         | Raoul Mélissent         |           | |
| 1876                                     | 1881         | Hyacinthe Loriot        |           | |
| 1881                                     | 1890         | Pierre Henri Larcher    |           | |
| 1892                                     | 1894         | Prudent Delamare        |           | |
| 1894                                     | 1907         | Ernest Régnier          |           | |
| 1907                                     | 1908         | Jean-Baptiste Servant   |           | |
| 1908                                     | 1909         | Ernest Régnier          |           | |
| 1909                                     | 1912         | Raoul Levacher          |           | |
| 1912                                     | 1945         | Joseph Régnier          |           | |
| 1945                                     | 1947         | Marcel Lemaître         |           | |
| 1947                                     | 1965         | Alphonse Petit          |           | |
| 1965                                     | 1983         | Emmanuel Cabot          |           | |
| 1983                                     | 30 sept.2018 | Jacques Poletti         | PS        | Retraité de l'enseignement Ancien conseiller général Ancien suppléant du député Freddy Deschaux-Beaume (1988-1993) |
| 2018                                     | En cours     | Pierre Dechoz           | PS        | Retraité |
| Les données manquantes sont à compléter. |              |                         |           | |

## Équipements et services publics

### Eau et déchets
Le territoire Lyons Andelle dispose de 3 déchèteries :
- la déchèterie de Charleval
- la déchèterie de Lorleau
- la déchèterie de Romilly-sur-Andelle

### Enseignement
École primaire.

## Population et société

### Démographie
L'évolution du nombre d'habitants est connue à travers les recensements de la population effectués dans la commune depuis 1793. Pour les communes de moins de 10 000 habitants, une enquête de recensement portant sur toute la population est réalisée tous les cinq ans, les populations de référence des années intermédiaires étant quant à elles estimées par interpolation ou extrapolation. Pour la commune, le premier recensement exhaustif entrant dans le cadre du nouveau dispositif a été réalisé en 2008.

En 2022, la commune comptait 966 habitants, en évolution de +0,73 % par rapport à 2016 (Eure : −0,25 %, France hors Mayotte : +2,11 %).
| 1793 | 1800 | 1806 | 1821 | 1831 | 1836 | 1841 | 1846 | 1851 |
| ---- | ---- | ---- | ---- | ---- | ---- | ---- | ---- | ---- |
| 159  | 169  | 159  | 137  | 158  | 163  | 155  | 589  | 594  |

| 1856 | 1861 | 1866 | 1872 | 1876 | 1881 | 1886 | 1891 | 1896 |
| ---- | ---- | ---- | ---- | ---- | ---- | ---- | ---- | ---- |
| 574  | 513  | 513  | 524  | 570  | 606  | 594  | 541  | 558  |

| 1901 | 1906 | 1911 | 1921 | 1926 | 1931 | 1936 | 1946 | 1954 |
| ---- | ---- | ---- | ---- | ---- | ---- | ---- | ---- | ---- |
| 497  | 549  | 535  | 514  | 511  | 489  | 447  | 428  | 470  |

| 1962 | 1968 | 1975 | 1982 | 1990 | 1999 | 2006 | 2008  | 2013 |
| ---- | ---- | ---- | ---- | ---- | ---- | ---- | ----- | ---- |
| 438  | 427  | 516  | 660  | 773  | 864  | 995  | 1 032 | 982  |

| 2018 | 2022 | - | - | - | - | - | - | - |
| ---- | ---- | - | - | - | - | - | - | - |
| 958  | 966  | - | - | - | - | - | - | - |

En 1794, la population du Fayel n'est pas reprise dans le tableau. Jusqu'en 1841, les populations du Fayel et de Gournets ne sont pas reprises dans le graphique.

### Sports et loisirs
Piscine à Pont-Saint-Pierre

### Vie associative
- Foyer de loisirs et d’éducation populaire

### Médias
- Le quotidien Paris Normandie relate les informations locales.

## Culture locale et patrimoine

### Lieux et monuments
- Église Notre-Dame[25].
- Château de Vandrimare : dans la famille de l’actuelle propriétaire depuis 1493, ce château[26] a été incendié lors des guerres de Religion par le voisin, le seigneur de Radepont, chef des protestants de la région, car Vandrimare était un fief catholique.
Reconstruit au début du XVIIe siècle, sur l'ancien emplacement, sa façade fut modifiée sous le Premier Empire.
- Parc : le château est entouré d'un parc[27] du Premier Empire labellisé  Jardin remarquable.
Ce jardin abrite une suite de compositions, où s'épanouissent quelque 5 000 espèces de fleurs, d'arbres et d'arbustes, dont le plus grand magnolia d'Europe[28]. Le château et ses jardins sont un site naturel classé.

### Patrimoine naturel

#### Site classé
- Le domaine du château,  Site classé (1999)[29].

### Personnalités liées à la commune
- Jean-Paul Galmiche, né le 23 août 1946 à Vandrimare, professeur d'hépato-gastro-entérologie, fondateur et éditeur de revues médicales, responsabilités à l'INSERM, fondateur de l'IMAD[30].

### Héraldique
| Armes de Vandrimare | Ces armes peuvent se blasonner ainsi aujourd’hui : d'azur au chevron d'argent, accompagné en chef de deux merlettes affrontées d'or et en pointe d'une rose tigée et feuillée du même, à la filière aussi d'argent. |